# Рюш

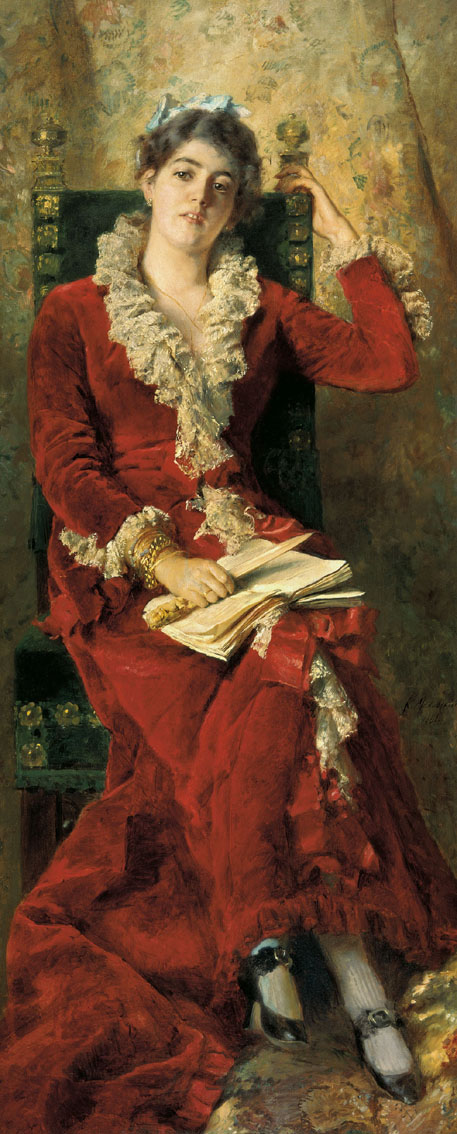
К. Е. Маковский. Портрет жены художника. 1881. Русский музей

Рюш (фр. ruche) — элемент декоративной отделки дамской одежды в виде присборенной, плиссированной или гофрированной полоски ткани или кружев, пришитой по центру, её осевой линии. Рюш бывает одинарным, двойным или тройным и иметь при этом разную ширину исходной полоски ткани. Похожие виды отделки швейных изделий — оборка и волан.
Рюш появился в России во второй половине XVIII века и приобрёл особую популярность в XIX веке, когда женские наряды украшали гирляндами рюшей. Рюшем также обшивали края вырезов платьев, рукавов и головных уборов. В XX веке рюш возвращался в моду с романтическим стилем несколько раз: в 1930-е, 1950-е и 1970-е.